# 全国さくらんぼの種吹きとばし大会
全国さくらんぼの種吹きとばし大会（ぜんこくさくらんぼのたねふきとばしたいかい）は、山形県寒河江市で毎年6月に開催しているイベントである。

## 概要
山形県内随一サクランボの生産地として知られる寒河江市で1996年より毎年開催されているイベントである。年齢問わず無料で参加できるイベントであり、サクランボを食べた後の種を「チェリーGO！」の合図で口で飛ばし、その距離を競うものである。全国キャンペーンとして山形県外の場所で開催される場合もあり、これまでに八景島シーパラダイス（2015年）などでも開催されている。
2015年6月14日に開催された第30回全国さくらんぼの種吹き飛ばし大会では1723人が参加し、これまでの出場者数1500人の記録を超え出場者数でギネス世界記録に認定された。翌年2016年開催の第31回さくらんぼの種吹き飛ばし大会では県内外から2944人が参加し、2年連続でギネス世界記録に認定され、記録を更新した。
尚、寒河江市と同じく山形県内随一のサクランボの生産地として知られる東根市でも「さくらんぼ種飛ばしワールドグランプリ」と題した種飛ばしのイベントが開催されている。
2020年は新型コロナウイルスの感染拡大に伴い中止。